# Georg von Steinmann (Oberpräsident)

Georg von Steinmann

Georg Franz Maximilian Steinmann, seit 1888 von Steinmann (* 7. Oktober 1830 in Baumgarten; † 4. Juni 1901 in Lübeck) war ein deutscher Verwaltungsjurist und Oberpräsident der Provinz Schleswig-Holstein.

## Herkunft
Seine Eltern waren der preußischen Justizrat und Rittergutsbesitzer Karl Friedrich Ludwig Steinmann und dessen Ehefrau Eleonore, geborene Gothein. Otto Steinmann war sein Bruder.

## Leben
Nach dem Abitur in Breslau studierte Steinmann Rechtswissenschaft und Staatswissenschaften an der Schlesischen Friedrich-Wilhelms-Universität Breslau und der Ruprecht-Karls-Universität Heidelberg. 1849 gehörte er zu Stiftern des kurzlebigen Corps Saxonia Breslau. Im selben Jahr wurde er Corpsschleifenträger der Silesia Breslau und – mit Luiz Vieira da Silva – Mitglied der Saxo-Borussia Heidelberg. 1850 bestand er die Prüfung zum Auskultator beim Appellationsgericht in Halberstadt. Von 1850 bis 1852 leistete Steinmann Militärdienst. 1853 bestand er die Prüfung zum Regierungsreferendar und 1857 zum Regierungsassessor in Erfurt. Danach arbeitete er bei der Regierung in Merseburg und im preußischen Innenministerium. 1860 wurde Steinmann Landrat des Kreises Thorn.
Im Zuge des Krieges von 1866 war er Zivilkommissar beim Gouvernement in Prag.
Anfang Dezember 1866 wurde Steinmann zum „General-Polizeidirector“ ernannt zur vorläufigen Verwaltung der Generalpolizeidirektion in Hannover.
Nahezu zeitgleich mit Steinmanns Ernennung zum Leiter der Polizeidirektion in Hannover wurden am 13. Dezember 1866 in Hamburg „33 junge Hannoveraner, die sich Behufs Entziehung ihrer Militärpflicht nach Amerika flüchten wollten, durch ein 50 Mann starkes preußisches Kommando zurückportiert.“
Spätestens 1867 war Steinmann, der seinerzeit das Haus Friedrichstraße 16 in Hannover bewohnte, mit dem Russischen St. Annen-Orden dritter Klasse ausgezeichnet worden. Anfang Juni 1867 haben „Sr. Majestät der König [...] Allergnädigst geruht,“ Steinmann den Roten Adlerorden vierter Klasse am weißen Bande mit schwarzer Einfassung zu verleihen.
Am 9. September 1867 wurde von Steinmann zunächst als „Hülfsarbeiter“ in das Innenministerium nach Berlin zurückberufen. Dort wurde er 1870 zum Vortragenden Rat ernannt. 1873 wechselte er als Vizepräsident der Regierung nach Posen. Bereits ein Jahr später wurde Steinmann zum Regierungspräsidenten im Regierungsbezirk Arnsberg ernannt. 1880 wurde er Oberpräsident der Provinz Schleswig-Holstein.
1887 wurde er zum Wirklichen Geheimen Rat ernannt, am 5. Mai 1888 in den erblichen preußischen Adelsstand erhoben. 1896 wurde Steinmann aus Altersgründen auf eigenes Ersuchen aus dem Dienst der Krone Preußen entlassen.

## Familie
Steinmann heiratete am 1. Juni 1857 Klara Helene Freiin von Werthern (1837–1925), eine Tochter des Richters Georg Friedrich Rudolf von Werthern (1804–1841). Das Paar hatte mehrere Kinder:
- Elsbeth Klara Eleonore (* 1858), Oberin in Lübeck
- Anna Klara Maria (* 1864)
- Georg Hans Ludwig (1866–1938), Landrat

⚭ 25. Mai 1898 Frieda Auguste Elisabeth von Bonin (1875–1899)
⚭ 15. Juni 1901 Else Fenner (* 1876)
- Frida Klara Auguste (* 1868)

## Schriften
- G. Steinmann: Streifzüge preußischer Verwaltung durch Böhmen, Ferdinand Dümmler’s Verlagsbuchhandlung (Harrwitz und Goßmann), Berlin 1866; Digitalisat über die Bayerische Staatsbibliothek

## Weblink
- Georg von Steinmann. In: Westfälische Geschichte.